# Kámen Lapidaris

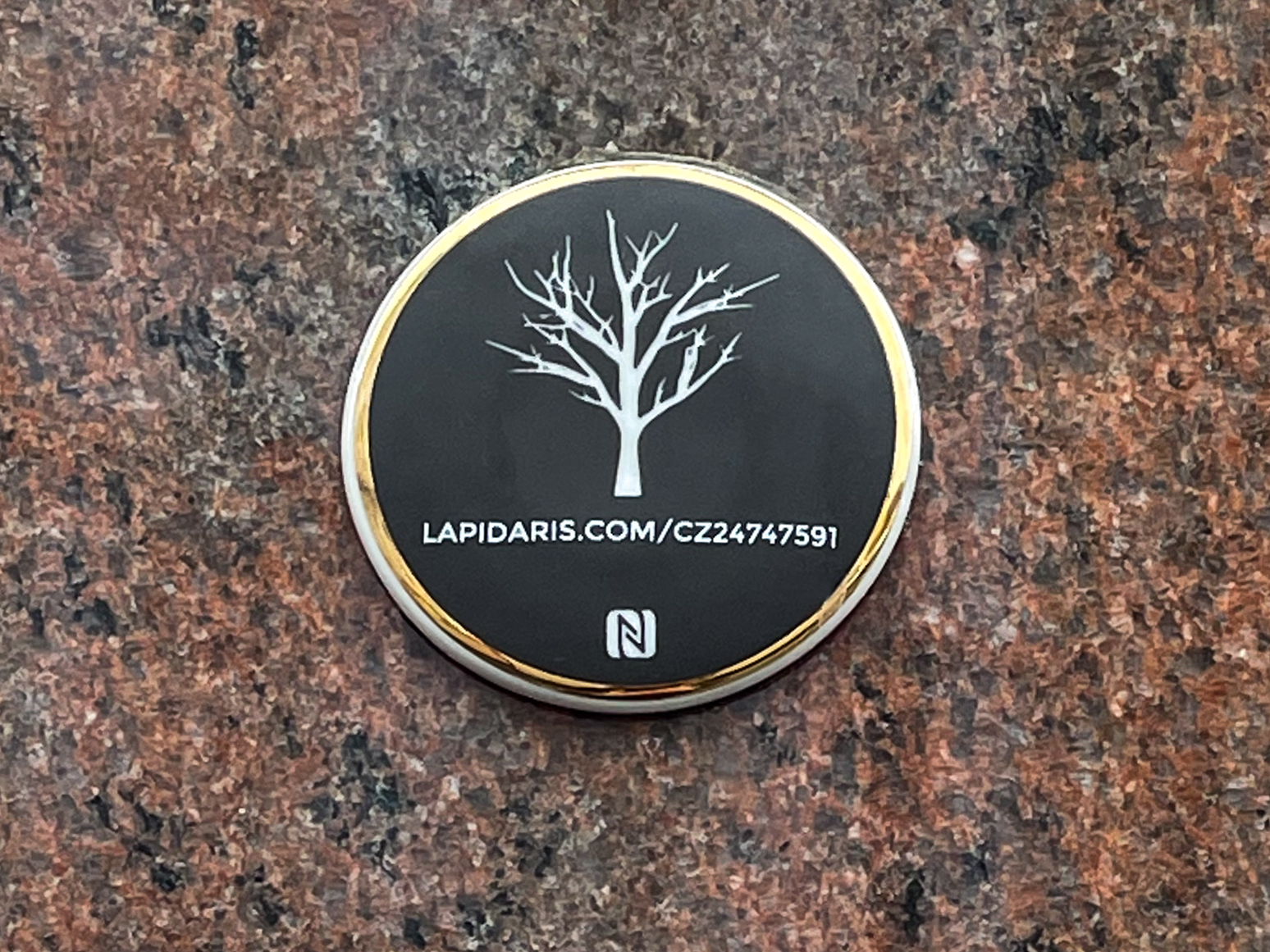
Kámen Lapidaris na pamětní desce Jánose Arany v Karlových Varech,
foto 25. 01. 2025

Kámen Lapidaris je porcelánová plaketa se zabudovanou technologií NFC, která činí místo, na kterém je umístěna, interaktivním. 

## Využití
Kámen Lapidaris se instaluje na vzpomínkových místech typu pamětní deska, náhrobek apod. Může být připevněn na žulu, umělý kámen, dřevo nebo jakýkoli jiný materiál (s použitím vhodného lepidla). Díky propojení pomocí např. chytrého telefonu nebo tabletu se lze pak rychle dostat na webovou stránku, která zájemci poskytne podrobnější informace o dané osobě nebo místě.
Vytvořenou webovou stránku lze snadno spravovat s dalšími zainteresovanými osobami, dají se načítat fotografie nebo videa či vkládat příběhy.

## Výroba
Kámen Lapidaris byl vyvinut v Maďarsku. Tato jemně zpracovaná plaketa se vyrábí v historické porcelánové manufaktuře v obci Hollóháza (Hollóházi Porcelánmanufaktúra Kft., založena roku 1777).